# Kolonkan-Gouré-Bâ
Ne doit pas être confondu avec Kolonkan-Gouré-Diallo.
Kolonkan-Gouré-Bâ est une commune située dans le département de Barani de la province de Kossi au Burkina Faso.

## Géographie
Kolonkan-Gouré-Bâ se trouve à 9 km au nord de Barani.

## Santé et éducation
Le centre de soins le plus proche de Kolonkan-Gouré-Bâ est le centre de santé et de promotion sociale (CSPS) de Barani tandis que le centre médical avec antenne chirurgicale (CMA) se trouve à Nouna.